# Smittia rostrata
Smittia rostrata är en tvåvingeart som beskrevs av Maurice Emile Marie Goetghebuer 1962. Smittia rostrata ingår i släktet Smittia och familjen fjädermyggor.
Artens utbredningsområde är Österrike. Inga underarter finns listade i Catalogue of Life.